# Crawford Township (comté de Washington, Iowa)
Crawford Township est un township du comté de Washington en Iowa, aux États-Unis,.
Il est fondé dans les années 1840 : Crawford est le nom de famille de pionniers s'étant installés dans la région.

## Source de la traduction
- (en) Cet article est partiellement ou en totalité issu de l’article de Wikipédia en anglais intitulé « Crawford Township, Washington County, Iowa » (voir la liste des auteurs).